# Bătălia de la Gilly-Charleroi
Bătălia de la Gilly-Charleroi a fost o confruntare minoră ce a deschis „Campania de la Waterloo”, opunând la 15 iunie 1815, elemente ale „Armatei Nordului”, aparținând Primului Imperiu, unor elemente din Corpul I al armatei prusace, conduse de generalul conte von Zieten. Forțele franceze erau compuse din divizia „Tinerei Gărzi”, pușcașii marini și geniștii Gărzii, conduși de generalul Duhesme, cât și Corpul I de Cavalerie de Rezervă, sub comanda generalului Pajol.
Planul Împăratului Napoleon I era de a se interpune între armata anglo-aliată a lui Wellington și cea prusacă a lui von Blücher, pentru a câștiga „poziția centrală”, una dintre manevrele esențiale ale strategiei napoleoniene. Pentru a realiza acest lucru, trupele franceze urmau să treacă granița în dreptul localității Charleroi, împingând înapoi avangarda prusacă și capturând podurile. Primele elemente franceze care au intrat în contact cu inamicul au fost escadroanele lui Pajol, care au împins înapoi avanposturile prusace, dar au găsit podul de la Thuin baricadat și apărat de unități de infanterie prusacă a Corpului I. Pajol ar fi trebuit să fie susținut de Vandamme, care însă întârzie. Astfel, la amiază, Împăratul trimite divizia de Gardă a lui Duhesme, împreună cu geniștii și pușcașii marini ai Gărzii, care urmau să degajeze podul. Spre ora 14, podul peste Sambre este cucerit și cavaleria lui Pajol poate trece de partea cealaltă.
Deși generalul prusac Zieten dispunea de forțe considerabile, acestea erau foarte dispersate și, în plus, deoarece nimeni nu înțelesese intențiile lui Napoleon, Zieten primise ordin de la Blücher „să bată în retragere cât mai lent posibil, pentru a proteja concentrarea armatei prusace pe poziția de la Sombreffe”. Astfel, Zieten începe mișcarea sa de retragere în direcția Gosselies și spre Namur prin Gilly.